# 彼得·普拉策
彼得·普拉策（德語：Peter Platzer，1910年5月29日—1959年12月13日），奥地利、德国男子足球运动员，场上位置是守门员。他曾代表奥地利参加1934年国际足联世界杯，结果队伍获得第四名。